# Équipe cycliste Fuerteventura-Canarias
L'équipe Fuerteventura-Canarias est une formation espagnole amateure de cyclisme sur route.

## Histoire
L'équipe Fuerteventura - Canarias fut créée pour la saison 2007 soutenue par l'île de Fuerteventura et les îles Canaries. La structure était dirigée par Jorge Sastre et accueillit une partie des coureurs et de l'encadrement de Comunidad Valenciana, dissoute à la suite de l'affaire Puerto, dont son manager Vicente Belda, personnellement impliqué, et engagé en tant que conseiller technique. L'équipe était dirigée par Oscar Guerrero, manager de l'équipe Kaiku les deux saisons précédentes.
Malgré le refus de l'Union cycliste internationale dans un premier temps, elle obtint pour la saison 2007 le statut d'équipe continentale professionnelle (lui permettant entre autres d'obtenir de bénéficier d'invitations pour les épreuves du ProTour) grâce à une décision de justice favorable.
Le leader de l'équipe était David Bernabéu, vainqueur en 2004 du Tour du Portugal.
Fuerteventura - Canarias remporta six victoires sur l'UCI Europe Tour, dont le classement final du Tour de la communauté de Madrid par Manuel Lloret. Ce dernier fut également troisième du championnat national du contre-la-montre, du Tour de Murcie et du Tour de l'Alentejo. Adrián Palomares fut vainqueur d'étape sur le Tour de Grande-Bretagne et le Regio-Tour dont il prit respectivement les deuxième et cinquième places du classement final. Enfin, Rodrigo García Rena fut double vainqueur d'étape au Tour des Asturies, tandis que David Bernabeu terminait cinquième du classement final de cette épreuve.
L'équipe ne put remplir l'un de ses principaux objectifs qu'était la participation au Tour d'Espagne 2007, en partie à cause de la présence de Vicente Belda. Fuerteventura Canarias participa néanmoins aux trois autres épreuves espagnoles du ProTour (Tour du Pays basque, Classique de Saint-Sébastien et Tour de Catalogne). Le meilleur résultat de l'équipe sur ces courses fut la 23e place de David Bernabéu au Tour de Catalogne.
Fuerteventura-Canarias termina la saison à la 25e place du classement par équipes de l'UCI Europe Tour, et Manuel Lloret à la 75e du classement individuel.
La saison 2008, elle perdit son statut continental mais continue à courir exclusivement sur le circuit espagnol.

## Saison 2007

### Effectif
| Cycliste             | Date de naissance | Nationalité | Équipe 2006          |
| -------------------- | ----------------- | ----------- | -------------------- |
| Mikel Artetxe        | 24.09.1976        | Espagne     | 3 Molinos Resort     |
| Vicente Ballester    | 20.06.1980        | Espagne     | Comunidad Valenciana |
| David Belda          | 18.03.1983        | Espagne     | Néo-pro              |
| David Bernabéu       | 09.01.1975        | Espagne     | Comunidad Valenciana |
| José Adrián Bonilla  | 28.04.1978        | Costa Rica  | Comunidad Valenciana |
| Javier Cherro        | 10.12.1980        | Espagne     | Comunidad Valenciana |
| Oleg Chuzhda         | 08.05.1985        | Ukraine     | Comunidad Valenciana |
| Dailos Diaz Armas    | 17.09.1980        | Espagne     | Orbea                |
| Iker Flores          | 28.07.1976        | Espagne     | Euskaltel - Euskadi  |
| Rodrigo García Rena  | 27.02.1980        | Espagne     | Kaiku                |
| Iker Leonet          | 10.12.1983        | Espagne     | Caisse d'Épargne     |
| Manuel Lloret        | 04.08.1981        | Espagne     | Comunidad Valenciana |
| David Muñoz          | 09.06.1979        | Espagne     | Comunidad Valenciana |
| Adrián Palomares     | 18.02.1976        | Espagne     | Kaiku                |
| Antonio Piedra       | 10.10.1985        | Espagne     | Néo-pro              |
| Javier Ramírez Abeja | 14.03.1978        | Espagne     | Astana - Würth       |
| Eladio Sánchez       | 12.07.1984        | Espagne     | Astana - Würth       |

### Victoires
| Date       | Course                                                | Pays        | Classe | Vainqueur           |
| ---------- | ----------------------------------------------------- | ----------- | ------ | ------------------- |
| 06/05/2007 | 4e étape du Tour des Asturies                         | Espagne     | 2.1    | Rodrigo García Rena |
| 07/05/2007 | 5e étape du Tour des Asturies                         | Espagne     | 2.1    | Rodrigo García Rena |
| 19/07/2007 | 2e étape du Tour de la communauté de Madrid           | Espagne     | 2.2    | Manuel Lloret       |
| 22/07/2007 | Classement général du Tour de la communauté de Madrid | Espagne     | 2.2    | Manuel Lloret       |
| 26/08/2007 | 5e étape du Regio-Tour                                | Allemagne   | 2.1    | Adrián Palomares    |
| 13/09/2007 | 4e étape du Tour de Grande-Bretagne                   | Royaume-Uni | 2.1    | Adrián Palomares    |